# Parafia Narodzenia Najświętszej Maryi Panny w Będkowie
Parafia pw. Narodzenia Najświętszej Maryi Panny w Będkowie – parafia rzymskokatolicka znajdująca się w archidiecezji łódzkiej w dekanacie wolborskim. Mieści się przy ulicy Parkowej w Będkowie. Parafię prowadzą księża diecezjalni.

## Historia parafii[1]
Parafię erygował 23 listopada 1523 abp gnieźnieński Jan Łaski. Kościół wybudowany w 1462, murowany w stylu gotyckim. Ufundowali go ksiądz kanonik gnieźnieński i poznański, prepozyt krakowski oraz proboszcz wolborski Piotr Spinek wraz z dwoma braćmi: Franciszkiem i Mikołajem. Kościół jednonawowy, z krótkim prezbiterium, wielobocznie zamkniętym. Od zachodu wysoka, smukła, kwadratowa wieża. Wyposażenie kościoła: 3 ołtarze późnobarokowe, droga krzyżowa malowana na płótnie, 2 świeczniki, organy 8-głosowe, 2 dzwony. 
Na terenie parafii znajduje się drewniany kościół z XVII wieku pod wezwaniem św. Zygmunta w Rososze, gdzie w każdą niedzielę o 12:00 sprawowana jest Msza święta. Początkowo kościół w Będkowie był filią parafii w Rososze.
Od lat 70. XVIII wieku kościół nosi tytuł sanktuarium.
Najcenniejszym zabytkiem jest łaskami słynący obraz Matki Bożej z Dzieciątkiem, zwaną Matką Bożą Będkowską. Jest to obraz gotycki z XV w., prawdopodobnie dar rodziny Spinków. W 1986 r. przeprowadzono renowację i konserwację obrazu.
Liczne uzdrowienia doznawane przy obrazie spowodowały, że ks. proboszcz Szymon Żuchowski 22 września 1770 wniósł do arcybiskupa gnieźnieńskiego prośbę o przysłanie komisji dla zbadania prawdziwości tych łask. Delegowana przez abp. Gabriela Jana Podoskiego komisja w składzie:
- ks. Jakub Rybiński - kanonik łowicki i sędzia konsystorski,
- ks. Stanisław Kaszowski - dziekan łowicki i łęczycki,
- ks. Karol Godaszewski - kanonik łęczycki,
- ks. Joachim Brzostowski - prepozyt kolegiaty wolborskiej,

przybyła do Będkowa i zbadała 79 świadków, którzy złożyli świadectwo o doznanych cudach. Na podstawie tych zeznań abp. Podoski dekretem z dnia 22 września 1771 ogłosił obraz za słynący łaskami.

## Parafia
,Do parafii należą wierni z następujących miejscowości: Będków, wieś kościelna, Będków kolonia, Brzustów, Ceniawy, Drzazgowa Wola, Ewcin, Gutków, Kalinów, Magdalenka, Nowiny, Prażki, Rosocha, Rudnik, Rzeczków, Sługocice, Wykno, Zacharz.
Proboszczowie:
- ok. 1523- ks. Hieronim Grabia- początkowo proboszcz w Rososze, późnej, od 1523 r., w Będkowie
- ok. 1649- ks. kan. Józef Rudnicki
- ok. 1672- ks. kan. Stanisław Spinek
- 1744-1783 – ks. Szymon Żuchowski
- 1783-1794 – ks. kan. Józef Dąbrowski
- 1794-1832 – ks. Mikołaj Drużbacki
- 1832-1842 – ks. Franciszek Ratyński
- 1842-1845 – ks. Stanisław Wiśniewski
- 1845-1886 – ks. Jan Wiśniewski (ur. 1814; zm. 1889, pochowany w Rozprzy)[5]
- 1886-1899 – ks. Feliks Pluciński
- 1899-1906 – ks. kan. Alfons Trepkowski (ur. 1869; wyśw. 1892, zm. w czerwcu 1933 w Warszawie)[6][7]

- 1906-1910 – ks. Włodzimierz Chodóbski (ur. 1870; zm. 6 IX 1910, pochowany na miejscowym cmentarzu[8])
- 1910-1925 – ks. kan. Michał Rozwadowski (ur. 27 IX 1879, zm. 31 VIII 1944 w powstaniu warszawskim)
- 1925-1931 – ks. Stefan Karczewski (ur. 1886; zm. 1942 w Zamku Hartheim)[9]
- 1931-1958 – ks. kan. Nikodem Szemborski (ur. 10 V 1888; wyśw. 21 X 1916, zm. 3 X 1959[a], pochowany na miejscowym cmentarzu)
- 1958-1977 – ks. kan. Franciszek Pabjańczyk[10](ur. 31 I 1904; wyśw.  14 X 1928, mgr teologii- 1931, więzień obozów koncentracyjnych w Buchenwaldzie i Dachau, zm. 19 II 1997)
- 1977-1980 – ks. kan. Zygmunt Kilijanek[11](ur. 24 II 1930 w Kurozwękach; wyśw. 1956, zm. 18 VI 1986 w Częstochowie)
- 1980-1985 – ks. Tadeusz Bator (ur. 1938; zm. 29 IV 1985 w czasie sprawowania funkcji proboszcza)[12]
- 1985-1986 – ks. kan. Waldemar Kulbat (ur. 1944; zm. 6 VIII 2025 w Łodzi )
- 1986-2009 – ks. kan. Władysław Pryca (ur. 25 IX 1933[13][14]; zm. 25 VIII 2024[15])
- 2009-2019 – ks. kan. Sławomir Jałmużny (ur. 1959)[16]
- 2019-2023 – ks. kan. Krzysztof Nowak[17](ur. 1965)[18]
- od 2023 – ks. Robert Kaczmarek[19](ur. 1969)

Księża pochodzący z parafii:
- ks. Jan Szychowski (ur. 19 V 1905 w Będkowie, wyśw. 1927, zm. 19 marca 1971)
- ks. kan. Bolesław Dziurdzia (wyśw. 1973, zm. 11 X 2024[20]; pochowany na miejscowym cmentarzu w grobie byłego proboszcza ks. Nikodema Szemborskiego)
- ks. kan. Eugeniusz Kacperski (wyśw. 1984)
- ks. kan. Marek Wochna (wyśw. 1992)
- Mariusz Kiełbasa (wyśw. 2011)

Zakonnice pochodzące z parafii:
- Agnieszka Chmielarska ZSAPU